# Sergey Beloglazov
Pour les articles homonymes, voir Beloglazov.
Sergey Beloglazov (en russe : Серге́й Алексеевич Белоглазов, Sergueï Alekseïevitch Beloglazov) (né le 16 septembre 1956 à Kaliningrad) est un lutteur soviétique.
Il obtient deux titres olympiques et un titre de champion du monde. C'est le frère jumeau de Anatoliy Beloglazov, également champion olympique en 1980.